# Xaveco (náutica)
Xaveco ou Chaveco ou Enxambeque

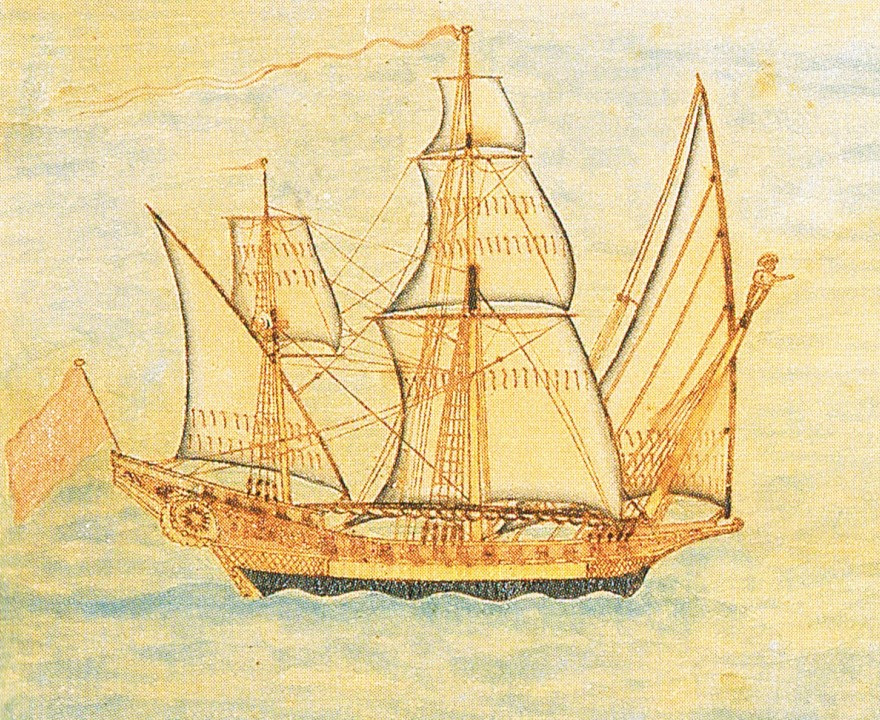
Xaveco de piratas numa gravura de 1769

Navio de 300 a 400 tonéis, de linhas finas com dois ou três mastros armados de bastardos e usado pelos mouros no Mediterrâneo.
Os portugueses também usaram este tipo de embarcação, nomeadamente contra a pirataria norte-africana, mas armado com latino quadrangular no mastro de ré.